# Volker Fried
Volker Fried (ur. 1 lutego 1961 w Osnabrücku) – niemiecki hokeista na trawie, trzykrotny medalista olimpijski.
Urodził się w RFN i do zjednoczenia Niemiec reprezentował barwy tego kraju. W reprezentacji RFN debiutował w 1980. Brał udział w czterech igrzyskach (IO 84, IO 88, IO 92, IO 96), na trzech zdobywał medale. W barwach RFN dwa srebrne, a w 1992 – po zjednoczeniu – złoto. Startował również na igrzyskach w Atlancie. Łącznie rozegrał w kadrze 290 spotkań. Pracuje jako trener.